# Idaea pulchraria
Idaea pulchraria är en fjärilsart som beskrevs av Fuchs 1904. Idaea pulchraria ingår i släktet Idaea och familjen mätare. Inga underarter finns listade i Catalogue of Life.